# Кеиџи Тамада
Кеиџи Тамада (јап. 玉田 圭司; 11. април 1980) јапански је фудбалер.

## Каријера
Током каријере је играо за Кашива Рејсол, Нагоја Грампус, Серезо Осака и многе друге клубове.

## Репрезентација
За репрезентацију Јапана дебитовао је 2004. године. Наступао је на два Светска првенства (2006. и 2010. године) с јапанском селекцијом. За тај тим је одиграо 72 утакмице и постигао 16 голова.

## Статистика
| Јапан  | Јапан   | Јапан  |
| Година | Наступи | Голови |
| ------ | ------- | ------ |
| 2004.  | 18      | 5      |
| 2005.  | 16      | 2      |
| 2006.  | 7       | 2      |
| 2007.  | 0       | 0      |
| 2008.  | 12      | 4      |
| 2009.  | 10      | 1      |
| 2010.  | 9       | 2      |
| Укупно | 72      | 16     |

## Трофеји

### Клуб
- Џеј лига (1): 2010.
- Лига Куп Јапана (1): 1999.

### Јапан
- Азијски куп (1): 2004.